# Rountzenheim-Auenheim
Rountzenheim-Auenheim ist eine französische Gemeinde mit 1.976 Einwohnern (Stand: 1. Januar 2021) im Département Bas-Rhin in der Region Grand Est. Sie gehört zum Arrondissement Haguenau-Wissembourg und zum Kanton Bischwiller.
Sie entstand als Commune nouvelle mit Wirkung vom 1. Januar 2019 durch die Zusammenlegung der bisherigen Gemeinden Rountzenheim und Auenheim, die in der neuen Gemeinde den Status einer Commune déléguée haben. Der Verwaltungssitz befindet sich im Ort Rountzenheim.

## Gliederung
| Ortsteil                       | ehemaliger INSEE-Code | Fläche (km²) | Einwohnerzahl zum 1. Januar 2021 |
| ------------------------------ | --------------------- | ------------ | -------------------------------- |
| Rountzenheim (Verwaltungssitz) | 67418                 | 6,67         | 1.080                            |
| Auenheim                       | 67014                 | 4,24         | .0896                            |

## Lage
Sie grenzt im Nordwesten an Haguenau, im Norden an Leutenheim, im Nordosten an Rœschwoog, im Osten an Fort-Louis, im Südosten an Stattmatten, im Südwesten an Sessenheim und im Westen an Soufflenheim. 